# Алекс Корбисиеро
Алекс Корбисиеро (енгл. Alex Corbisiero; 30. август 1988) професионални је енглески рагбиста, који тренутно игра за премијерлигаша Нортхемптон Сеинтс. Родио се у Америци, као потомак Италијана који је из Наполиа емигрирао у САД, где је отворио ланац ресторана. Алекс се школовао у Енглеској на Биркбек универзитету у Лондону. 2005. се придружио академији Лондон Ајриша. Висок 188 цм, тежак 124 кг, за Лондон Ајриш је одиграо 79 утакмица и постигао 30 поена, а за Сеинтсе 24 утакмице и дао је 10 поена. Прошао је млађе селекције Енглеске, а за сениорску репрезентацију Енглеске дебитовао је 12. фебруара 2011. против Италије у купу шест нација, када је играо уместо Шеридана који је повредио леђа. За репрезентацију Енглеске је до сада одиграо 19 утакмица. Играо је на светском првенству 2011. а одиграо је и 2 меча и постигао 1 есеј за британске и ирске лавове на турнеји у Аустралији 2013.